# 岩国運転区
岩国運転区（いわくにうんてんく）は、旧国鉄広島鉄道管理局岩国機関区が前身であり、現在は山口県岩国市の岩国駅構内にある西日本旅客鉄道（JR西日本）広島支社の運転士が所属する組織である。

## 乗務範囲

### 普通列車
- 山陽本線：糸崎駅～南岩国駅
- 呉線：海田市駅～広駅

### 過去の乗務列車
- サンライズゆめ：広島駅～徳山駅

| スタブアイコン | サブスタブ | この項目は、まだ閲覧者の調べものの参照としては役立たない、鉄道に関連した書きかけの項目です。この項目を加筆・訂正などしてくださる協力者を求めています（P:鉄道/PJ:鉄道）。 |